# Gonzalo Márquez Cristo
Gonzalo Márquez Cristo (Bogotá, 1 de febrero de 1963-ibidem, 24 de mayo de 2016) fue un poeta, ensayista, narrador y periodista colombiano.

## Biografía literaria
Ha publicado cuatro poemarios: Apocalipsis de la rosa (1988), La palabra liberada (2001), Oscuro Nacimiento (2005) y  La morada fugitiva (2013). Un libro de cuentos: El Tempestario y otros relatos (1998); la novela Ritual de títeres (1992); Grandes entrevistas de Común Presencia(2010) y Las muertes inconclusas (Premio Internacional de Ensayo Maurice Blanchot, 2015). Realizó la selección y el prólogo de El libro de la Tierra - Antología Mayor (2014), gran homenaje a nuestro planeta que contiene textos de 101 autores. En 1989 fundó la revista Común Presencia y funge como su director. En el año 2001 creó la Colección Internacional de Literatura Los Conjurados, distribuida en Puerto Rico, Venezuela, Ecuador, Perú y Colombia; que cuenta con más de cien títulos publicados, en los géneros de poesía, ensayo, cuento, novela y testimonio. Dirigió el programa televisivo Letra Viva. Es el Director del Día Mundial de la Poesía (versión Colombia) instituido por la Unesco.
En 2007 fundó junto con la poeta Amparo Osorio, el periódico virtual Con-Fabulación, reconocido con el Apoyo a Mejor Medio Virtual (Ministerio de cultura 2011 y 2012), que cuenta con más de 100.000 suscriptores, y actualmente ejerce como su Director.
Es uno de los escritores más destacados de la literatura colombiana, su obra ha merecido generosos comentarios de importantes poetas y filósofos de prestigio universal como: E.M. Cioran, Roberto Juarroz, Olga Orozco, Antonio Gamoneda, António Ramos Rosa, Claude Michel Cluny, Armando Rojas Guardia, Eugenio Montejo, Claude Fell, Bernard Noël, Roger Munier, Franco Volpi y José Ángel Valente, entre otros.
Varios de sus poemas y sus cuentos han sido traducidos a trece idiomas. Al inglés (por Scott Bailey, Rebecca Morgan, Martha Cecilia Rivera, Luis Rafael Gálvez y Nicolás Suescún), al griego (por Georgia Kaltsidou), al francés (por Michèle Goldstein y Marta Kovacsics), al alemán (por Christoph Janacs y Marta Kovacsics), al japonés (por Yuichi Mashimo), al árabe (por Muhsin Al-Ramli), al italiano (por Silvia Lavina, Emilio Coco y Gabriel Impaglione), al ruso (por Maria Bronnikova), al afrikaans (por Breyten Breytenbach), al portugués (por Teresa Salema, Floriano Martins, Antonio Miranda y Yacir Anderson Freitas), al gallego (por Yolanda Castaño) y al braille (por Olga Rojas).
De su obra poética han aparecido las antologías: Anticipaciones, Liberación del origen y El legado del fuego.
Ha sido invitado a encuentros literarios o a dictar conferencias a más de veinte países. Le fue otorgado el Premio Internacional de Ensayo Maurice Blanchot (2007) por su trabajo "La Pregunta del Origen" y el Premio Literaturas del Bicentenario 2010 por su libro Grandes entrevistas de Común Presencia.
Obtuvo la Beca -Colcultura (1990) a mejor proyecto de novela: Ritual de Títeres; y la Beca -Colcultura (1992) a mejor revista Literaria: Común Presencia. Primera Mención Concurso Nacional de Poesía José Manuel Arango (2004)por Oscuro Nacimiento. Fue nominado en 2009, 2010 y 2014 al Premio Internacional de Poesía Federico García Lorca. Obtuvo el 3.er lugar en el Premio Nacional de Literatura 2005 (Colombia) organizado por Libros & Letras –elegido por votación de los lectores– y el cuarto puesto en la versión del año 2006.
Su novela Ritual de títeres, fue reeditada en 2011 para conmemorar los veinte años de su escritura. En 2012, 30 artistas realizaron un homenaje a esta obra pintando escenas, imágenes o personajes, entre quienes sobresalen: Pedro Alcántara Herrán, Jim Amaral, Gastón Bettelli, Nicolás De la Hoz, Eduardo Esparza, Germán Londoño, Ángel Loochkartt, Fernando Maldonado, Octavio Mendoza, Patricia Tavera y Armando Villegas. Fue publicado un completo catálogo y la muestra fue exhibida durante el mes de noviembre en la galería La Escalera de Bogotá. La muestra se hizo itinerante y fue expuesta en febrero de 2013 en La Casa del Libro Total, en Bucaramanga; en junio de 2013 en el Museo de Arte Moderno del Magdalena y en julio de 2013 en La Aduana en Barranquilla.
Su labor como periodista cultural es muy extensa y gran parte está compilada en el libro Grandes entrevistas de Común Presencia con personajes como Octavio Paz, José Saramago, Salvador Elizondo, Juan Goytisolo, Carlos Fuentes, Fernando de Szyszlo, Casimiro de Brito, Juan García Ponce, Roberto Matta, Oswaldo Guayasamín, José Luis Cuevas, Vicente Rojo, Fernando del Paso...
Su poesía se caracteriza por una profunda indagación filosófica, por una reflexión exhaustiva sobre nuestro porvenir. Su prosa que cultiva la minificción o el cuento breve, es un intento por actualizar mitos de diferentes culturas, donde la sorpresa y el refinamiento de su escritura se muestran protagónicos.

## Antologías y publicaciones diversas
Sus trabajos han figurado en 37 antologías y en numerosas revistas impresas entre las cuales resaltamos: Con il fuoco del sangue - Trentadue poeti colombiani d'oggi (antología realizada por Emilio Coco, Raffaelli Editore, Rimini, Italia, 2015); Tiempos del nunca - Jim Amaral (Galería La Cometa, Bogotá, 2015); Resistencia en la tierra (antología de poesía social y política realizada por Federico Díaz-Granados, Chile, 2014); Revista Punto Seguido No. 57 (Medellín, 2014); Antología de la poesía colombiana contemporánea en árabe (Traducción de Dr. Muhsin Al-Ramli, Editorial Al-mada, Bagdad, 2014); El Biblionavegante - Un viaje por la cultura del mundo (Autor José Chalarca, ensayo Tres Poetas, Común Presencia Editores 2014); Ensayistas bogotanos (Antología, Común Presencia Editores, Bogotá, 2013); Extravíos, comentarios bibliográficos (autor Gabriel Arturo Castro, Klepsidra Editores, Pereira, 2013); Villegas (Catálogo Enlace-Arte contemporáneo, Lima, Julio de 2013); Revista Casa Palabras (Casa de la Cultura Ecuatoriana, Quito, Julio 2013); Colombie: Catharsis de la violence (La Vache Bleue- Consulado General de Colombia, París, 2013); Lesen Sie Gedichte (Viena - Austria, marzo de 2013); Homenaje a Gonzalo Márquez Cristo - 30 artistas interpretan la novela Ritual de Títeres (Catálogo Galería La Escalera, Bogotá, noviembre de 2012); Una fantasía visual (Colección de Arte Club El Nogal, Bogotá, 2012); Panorama de la literatura colombiana contemporánea en la Confederación Helvética (Edición trilingüe alemán-francés-español,Gimnasio Moderno, Bogotá, 2012); Ómnibus Revista Intercultural (Julio-Septiembre de 2012, Madrid, España); La noche del Ángel (Catálogo Galería La Escalera, Bogotá, septiembre de 2012); Panorama of the Americas - Cuento (Copa Airlines Magazine, 800 mil lectores, Julio de 2012); Revista Los Torreones No. 1 (Gimnasio Moderno, Bogotá, 2012),El juego de la interpretación - Homenaje a clásicos del erotismo (Galería Alonso Arte, Bogotá, 2012); Memorias del XXII Festival Internacional de Poesía de Medellín (Ediciones Prometeo, Medellín, 2012); República del viento - Antología de poetas colombianos nacidos en los años sesenta (Editorial Universidad de Antioquia, Medellín, 2012); Roberto Matta, una ocasión (Foramen Acus Ediciones, Santiago de Chile, 2011); Poesía colombiana: Antología 1931-2011 (Selección y prólogo de Fabio Jurado Valencia, Ministerio de Cultura, Universidad Nacional, Común Presencia Editores, Bogotá, 2011); Antología de poesía contemporánea México - Colombia (Cangrejo Editores, Bogotá, 2011); La escritura y el deseo: Gonzalo Márquez Cristo (Audiovisual realizado por el fotógrafo Alejandro Zenker, Ciudad de México, 2011); Frutas y sangre - Antología en árabe de la Poesía Colombiana del Siglo XX (Selección y prólogo de Muhsin Al-Ramli, Argelia, 2010); Poemas perversos (Los Conjurados, Segunda edición, CreateSpace, California, 2010); Párrafos de aire: primera antología del poema en prosa colombiano (Editorial Universidad de Antioquia, Medellín, 2010); Desde el jardín de Freud (No 10. Universidad Nacional de Colombia, 2010); Viacuarenta (No 9/10, segunda época, Barranquilla, Colombia, 2010); Anterem (No 81. Verona, Italia, 2010); La Otra (Revista de poesía No 8, Ciudad de México, 2010); El búho (No 32, Quito, 2010); Con-Fabulación 100 (Colección Los Conjurados, Bogotá, 2009); Antología de la Poesía Colombiana 1958-2008 (El Perro y la Rana, Caracas, Venezuela, 2008); Panorama virtual de la nueva poesía colombiana (Ulrika, Editores, 2008); Desde el umbral II - Poesía colombiana en transición (Ediciones UPTC, selección y prólogo de Jorge Eliécer Ordóñez, 2009); Poetas Bogotanos (Coedición Fundación Alzate Avendaño y Los Conjurados, Bogotá, 2008); El coloquio insolente (Editorial Visa G, Neiva 2008); Memorias del XVIII Festival Internacional de Poesía de Medellín (Ediciones Prometo, Medellín, 2008); Memorias del V Festival Mundial de Poesía, Caracas (Casa Nacional de la Letras, Venezuela, 2008); Revista Hojas Sueltas (Neiva, 2008), RevistAtlántica - dedicada a Colombia (España, 2008); Revista del Carnaval (Heriberto Fiorillo Editor, Barranquilla, 2008), Revista Mefisto (Pereira, 2008); Segunda antología del cuento corto colombiano (Universidad pedagógica Nacional, Bogotá, 2008); Revista Fractal: Literatura colombiana, No 45 / 46 (México, 2008); Mundo mágico: Colombia (Ediciones Bagacao, Brasil, 2007); Antología de poesía colombiana: 1931-2005 (Ediciones UNAM, México D.F., 2006); Memorias Encuentro de Poetas Palabra en un Archipiélago (Lisboa, Portugal, 2006); Nosotras, vosotras y ellas (Ediciones Desde la Gente, Buenos Aires, 2006); El placer de la brevedad (Tunja, 2005, compilada por Carlos Castillo Quintero); Madame destino (Ediciones Punto Seguido 25 años, Medellín, 2005); Encuentro de poetas del Mundo Latino (Morelia, México, 2004); Textura urbana (larga duración, poema "Orilla de carne" de Gonzalo Márquez, música compuesta por Juan Carlos Arboleda, Bogotá, 2003); Antología de la Poesía Hispanoamericana de Julio Ortega (Buenos Aires, 1997); Inventario a contraluz (Arango Editores, Bogotá, 2001); Tambor en la Sombra (Ediciones Verdehalago, México, 1996), realizada por Henry Luque Muñoz; Antología de la Poesía Colombiana (El Áncora Editores, Bogotá, 1997), compilada por Rogelio Echavarría; Cuentistas bogotanos (Editorial Panamericana, Bogotá, 1998); Quién es quién en la poesía colombiana (El Áncora Editores, Bogotá, 1998); Memorias del IX Festival Internacional de Poetas de Medellín (Publicaciones Revista Prometo, Medellín, 1999)...
Sus textos han sido reproducidos además en numerosos periódicos y páginas virtuales.
Varias entrevistas han sido publicadas con este autor colombiano entre las que sobresalen por extensión y profundidad las realizadas por Javier Osuna, Marcos Fabián Herrera, Floriano Martins, Carlos Olano, la poeta palestina Nathalie Handal y la venezolana Raquel Abend Van Dalen.
Dirige el taller de poesía del departamento de literatura de la Universidad Nacional de Colombia. Es Asesor del Festival de Literatura de Bogotá.

## Obras
- Apocalipsis de la rosa (Poesía, Quimera del oro, Bogotá, 1988)
- Ritual de títeres (Novela, Tiempos Modernos, 1992. Común Presencia Editores 2012. Libro ilustrado por Fernando Maldonado).
- La casa leída (Antología universal sobre el tema de la casa, Común Presencia, 1996).
- El Tempestario y otros relatos (Cuento, Común Presencia Editores, 1998).
- La palabra liberada (Poesía, Colección Los Conjurados, 2001. Libro ilustrado por Ángel Loochkartt).
- Oscuro Nacimiento (Poesía, Mención concurso nacional José Manuel Arango, Colección Los Conjurados, Bogotá, 2005. Libro ilustrado por Fernando Maldonado).
- Grandes entrevistas de Común Presencia (Premio Literaturas del Bicentenario, Colección Los Conjurados, 2010).
- La morada fugitiva (Poesía, Colección Los Conjurados, Bogotá, 2013. Libro ilustrado por Armando Villegas).
- El libro de la Tierra, Antología Mayor (101 autores. Selección y prólogo Gonzalo Márquez Cristo, Colección Los Conjurados, Bogotá, 2014. Libro ilustrado por Gastone Bettelli).
- Las muertes inconclusas (Premio Internacional de Ensayo Maurice Blanchot, 2007. Colección Rosa de Los Vientos, 2015. Prólogo de Antonio Gamoneda. Libro ilustrado por Germán Londoño).

Además de las antologías donde se compila su obra poética:
- Anticipaciones (CreateSpace, California, 2011)
- Liberación del origen (Universidad Nacional de Colombia, 2003)
- El legado del fuego (Caza de Libros, Ibagué, 2010).

Durante dos décadas ha dirigido y publicado veinte números de la revista cultural Común Presencia.